# Municipio de Forks (condado de Northampton)
El municipio de Forks  (en inglés: Forks Township) es un municipio ubicado en el condado de Northampton en el estado estadounidense de Pensilvania. En el año 2000 tenía una población de 8.419 habitantes y una densidad poblacional de 269 personas por km².

## Geografía
El municipio de Forks se encuentra ubicado en las coordenadas 40°45′06″N 75°13′59″O / 40.75167, -75.23306.

## Demografía
Según la Oficina del Censo en 2000 los ingresos medios por hogar en la localidad eran de $66,055 y los ingresos medios por familia eran $70,587. Los hombres tenían unos ingresos medios de $51,965 frente a los $30,661 para las mujeres. La renta per cápita para la localidad era de $26,180. Alrededor del 3,0% de la población estaban por debajo del umbral de pobreza , incluido el 2,7% de los menores de 18 años y el 6,0% de los mayores de 65 años.